# Bradypterus grandis
El zarzalero grande (Bradypterus grandis) es una especie de ave paseriforme de la familia Locustellidae endémica de Gabón y Camerún.